# Außenministerium (Republik Kosovo)

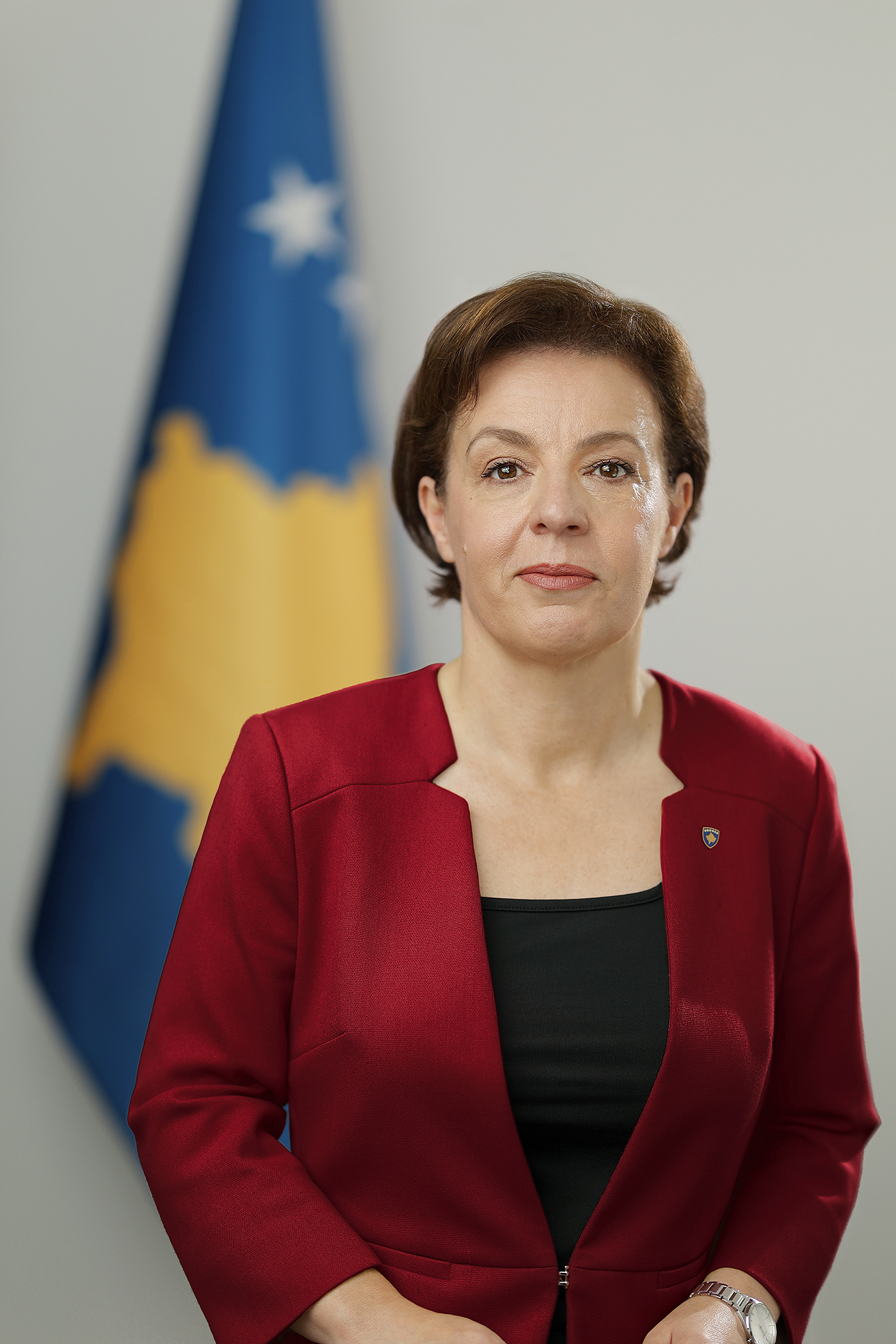
Donika Gërvalla-Schwarz, Außenministerin des Kosovo (2022)

Das Ministerium für auswärtige Angelegenheiten und Diaspora (albanisch Ministria e Punëve të Jashtme dhe Diasporës; serbisch Министарство Иностраних Послова Ministarstvo Inostranih Poslova i Dijaspore) ist eines der Schlüsselministerien der Republik Kosovo. Es befindet sich nahe dem Regierungssitz in der Innenstadt von Pristina am Mutter-Teresa-Boulevard. Seit dem 22. März 2021  wird das Ressort von Donika Gërvalla-Schwarz geleitet.

## Aufgabe
Zum Außenministerium gehören die 24 Botschaften in souveränen Staaten, welche die Regierung regelmäßig informieren, und zudem die 27 Konsulate. (Siehe auch: Liste der kosovarischen Auslandsvertretungen)
Äußere Sicherheit, Wirtschaftsbeziehungen und internationale Kulturbeziehungen sind wichtige Aufgaben.

## Gliederung
Bei der Aufgabenbewältigung stehen dem Minister auch vier Stellvertreter zur Verfügung. Dem Ministerkabinett gehören fünf Mitglieder an. Shkëlzen Morina ist Generalsekretär des Ministeriums.